# Alexis-Frédéric-Christian d'Anhalt-Bernbourg
Alexis-Frédéric-Christian (12 juin 1767, Ballenstedt – 24 mars 1834, Ballenstedt) est prince d'Anhalt-Bernbourg de 1796 à 1807, puis duc jusqu'à sa mort.

## Biographie
Seul fils du prince Frédéric-Albert d'Anhalt-Bernbourg et de Louise-Albertine de Schleswig-Holstein-Sonderbourg-Plön, il succède à son père à sa mort. En 1797, lors de la division de la principauté d'Anhalt-Zerbst, il obtient les villes de Coswig et Mühlingen. La principauté d'Anhalt-Bernbourg, élevée au rang de duché, adhère à la confédération du Rhin, puis à la Confédération germanique.
En 1812, il hérite de la principauté d'Anhalt-Bernbourg-Schaumbourg-Hoym.

## Descendance
Alexis-Frédéric-Christian épouse le 29 novembre 1794 à Cassel Marie-Frédérique de Hesse-Cassel (14 septembre 1768 – 17 avril 1839), fille de l'électeur Guillaume Ier de Hesse. Ils ont quatre enfants :
- Catherine-Wilhelmine (1er janvier 1796 – 24 février 1796) ;
- Wilhelmine-Louise d'Anhalt-Bernbourg (30 octobre 1799 – 9 décembre 1882), épouse en 1817 le prince Frédéric de Prusse ;
- Frédéric-Amédée (19 avril 1801 – 24 mai 1801) ;
- Alexandre-Charles (2 mars 1805 – 19 août 1863), duc d'Anhalt-Bernbourg.

Le couple divorce en 1817. Alexis-Frédéric-Christian se remarie morganatiquement le 11 janvier 1818 à Ballenstedt avec Dorothée-Frédérique de Sonnenberg (23 janvier 1781 – 23 mai 1818), faite baronne de Hoym. Elle meurt quelques mois plus tard.
Le 2 mai 1819 à Bernbourg, Alexis-Frédéric-Christian épouse en troisièmes noces, à nouveau morganatiquement, Ernestine-Charlotte de Sonnenberg (19 février 1789 – 28 septembre 1845), la sœur cadette de sa deuxième femme, également faite baronne de Hoym. Ils n'ont pas d'enfant.